# في. سونيل كومار
في. سونيل كومار هو سياسي هندي، ولد في 15 أغسطس 1975 في Mudigere ‏ في الهند. نشط حزبياً في حزب بهاراتيا جاناتا. وقد انتخب Member of the Karnataka Legislative Assembly ‏.